# Жирар, Рене
Рене́ Жира́р (фр. René Girard, полное имя Рене Ноэль Теофиль Жирар, фр. René Noël Théophile Girard; 25 декабря 1923, Авиньон, Франция — 4 ноября 2015) — французский философ, культуролог, литературовед. Член Французской Академии (2005). 
Рене Жирар является создателем одной из самых влиятельных теоретических концепций, связывающих религию и насилие, и известен разработкой концепции «фундаментальной антропологии», в русле которой получает своё развитие проблематика жертвоприношения, миметического насилия, рассматриваемого в качестве акта, лежащего в основе культуры и социума.

## Биография
С 1943 по 1947 год изучал средневековую историю в Национальной школе хартий в Париже. По окончании обучения защитил диссертацию на тему: «Частная жизнь в Авиньоне во второй половине XV века» (La vie privée à Avignon dans la seconde moitié du XVe siècle).
В 1947 году выиграл годовой грант на продолжение образования в Университете Индианы, США, где защитил диссертацию на тему «Американское общественное мнение и Франция (1940—1943)», получив степень доктора философии (PhD). В это время Жирар уже активно преподавал, а также стал заметным литературным критиком.
После защиты диссертации остался в США. На протяжении последующих десятилетий преподавал сравнительное литературоведение в ведущих университетах США, в том числе — в Университете Джонса Хопкинса, Университете штата Нью-Йорк в Буффало и с 1981 года в Стэнфордском университете. С 1995 года Рене Жирар — professor emeritus Стэнфорда.
Почётный доктор Амстердамского свободного университета (1985), Падуанского университета (2001) и Сент-Эндрюсского университета (2008).
Определённое воздействие на формирование теоретических взглядов Рене Жирара оказали идеи немецкого философа Макса Шелера, французского социолога и историка Алексиса де Токвиля, швейцарского политического философа Дени де Ружмона, относивших, как и Жирар, человека к homo religiosus. Кроме того, на рассмотрение Жираром Евангелий с антропологической, а не теологической точки зрения, которое служит основой раскрытия сущности его теории, повлиял французский философ-мистик Симона Вейль. В ранних трудах можно увидеть и согласие с позицией философа-экзистенциалиста Жана-Поля Сартра, постулирующего «нехватку бытия», формирующую совместное существование людей. Однако в отличие от Сартра, Рене Жирар связывал эту нехватку с подражанием ближнему, вознесенному на уровень божественного существа. Также развитие антропологической мысли Жирара шло путём переосмысления и применения идей Т. Гоббса, З. Фрейда, Дж. Фрезера, Э. Дюркгейма, К. Леви-Стросса.

## Философская концепция

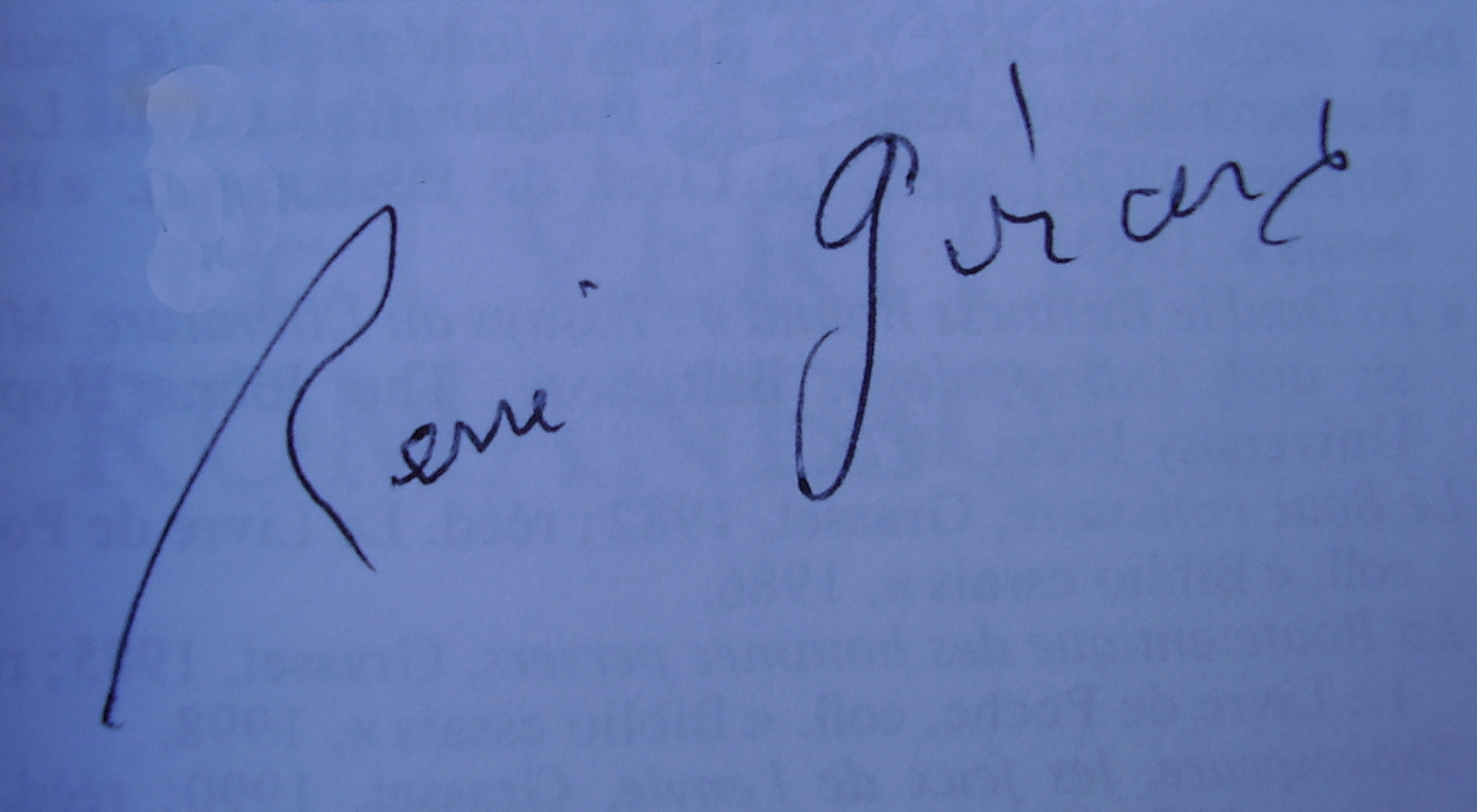
Подпись

Центральной темой работ Рене Жирара становится процесс институциализации ритуального жертвоприношения, служащего, согласно автору, для обеспечения стабильности общественного строя и представляющего собой одну из основ культуры и этиологию происхождения религии. Особенность раскрытия философом данной проблемы заключается в том, что её решение развёртывается в контексте «апологии» христианства, но не религиозной, а антропологической по своему характеру.
Начало создания миметической концепции происхождении религии было положено в его первой книге «Ложь романтизма и правда романа» (Mensonge romantique et vérité romanesque, 1961), в которой путём сравнительного анализа произведений Сервантеса, Флобера, Стендаля, Пруста и Достоевского, Жирар выявляет базисное антропологическое положение, утверждающее, что человек в желаниях миметически равняется на желания другого, в частности, в романах указанных писателей мы можем увидеть, что чем больше отходит на задний план направленность к трансцендентной цели, тем притягательнее становится желание ближнего. Таким образом, наши желания являются копиями желаний «образцовых» носителей или «медиаторов», чьи объекты желания становятся нашими объектами желания. Но носитель желания становится нашим соперником, если мы желаем точно того же, что и он сам. Такие феномены, как ревность или зависть, происходят из этой миметической ситуации. Романтическая концепция о спонтанном желании, как проявлении оригинальности индивида, становится тогда иллюзорной.
В конце 1950-х — начале 1960-х годов исследовательские интересы Рене Жирара сместились с области литературоведения в сторону социально-исторической антропологии и истории. Рене Жирар стал автором оригинальной антропологической концепции, в которой он развил своё понятие «миметического желания», применив его к религии и общественной жизни. Его антропологическая концепция нашла своё отражение в книгах «Насилие и священное» (La violence et le sacré, 1972), «Козёл отпущения» (Le Bouc émissaire, 1982) и «Я вижу Сатану, падающего, как молния» (Je vois Satan tomber comme l'éclair, 1999). Жирар говорит о том, что если мы обратимся к первобытным формам религии, то можем заметить в них один и тот же обряд жертвоприношения. Этот ритуал представляет собой сакрализацию коллективной агрессии по отношению к индивиду. Человек или животное объявляется «козлом отпущения». Рене Жирар также исследует греческую трагедию, в которой он находит ослабленную версию жертвоприношения. Рене Жирар развивает фрейдистскую концепцию о генезисе общественных отношений из повторения и воспроизведения первичного акта агрессии массы против индивида-отца и дальнейшего переживания чувства коллективной вины и ответственности, как механизма воспроизведения социальных нормативов.

## Основные сочинения
- Ложь романтизма и правда романа (Mensonge romantique et vérité romanesque. Paris: Grasset, 1961; английский перевод: Deceit, Desire and the Novel: Self and Other in Literary Structure. Trans. by Y. Freccero. Baltimore: The Johns Hopkins University Press, 1965; русский перевод:  Ложь романтизма и правда романа. М: Новое литературное обозрение, 2019. Перевод с французского А. Зыгмонт)
- Достоевский: из двоичности к единому (Dostoievski: du double à l’unité. Paris: Plon, 1963; русский перевод: Достоевский. От двойника к единству. Перевод Натальи Мовниной // Жирар Рене. Критика из подполья. Москва, Новое литературное обозрение, 2012. С. 42-133; Достоевский: от двойственности к единству. Пер. с фр. Г. Куделич. Москва: Издательство Библейско-богословского института св. ап. Андрея, 2013; английский перевод: Resurrection from the Underground: Feodor Dostoevsky. Translated and foreword by J. G. Williams. New York: The Crossroad Publishing Company, 1997)
- Насилие и священное (La violence et le sacré. Paris: Grasset, 1972; русский перевод: Насилие и священное. Перевод Г. М. Дашевского. М., Новое литературное обозрение, 2000, 2-е издание, исправленное: 2010; английский перевод: Violence and the Sacred. Translated by P. Gregory. Baltimore: The Johns Hopkins University Press, 1977)
- Козёл отпущения (Le Bouc émissaire, 1982. Paris: Grasset; русский перевод: Козёл отпущения. Перевод Г. М. Дашевского. Санкт-Петербург, Издательство Ивана Лимбаха, 2010; английский перевод: The Scapegoat. Baltimore: The Johns Hopkins University Press, 1986)
- Вещи, сокрытые от создания мира (Des choses cachées depuis la fondation du monde. Paris: Grasset, 1978; русский перевод: Вещи, сокрытые от создания мира. Пер. с фр. А. Лукьянов, О. Хмелевская. Москва: Издательство Библейско-богословского института св. ап. Андрея, 2016; английский перевод: Things Hidden since the Foundation of the World: Research undertaken in collaboration with J.-M. Oughourlian and G. Lefort. Translated by S. Bann and M. Metteer. Stanford: Stanford University Press, 1987)
- Театр Зависти: Уильям Шекспир (A Theater of Envy: William Shakespeare. New York, Oxford: Oxford University Press, 1991; французский перевод: Shakespeare. Les feux de l’envie. Traduit de l´anglais par B. Vincent. Paris: Grasset, 1990; русский перевод готовится к выходу в Издательстве Библейско-богословского института св. ап. Андрея)
- Я вижу Сатану, падающего как молния (Je vois Satan tomber comme l’éclair. Paris: Editions Grasser&Fasquelle, 1999; русский перевод: Я вижу Сатану, падающего как молния. Пер. с фр. А. Лукьянов, О. Хмелевская. Москва: Издательство Библейско-богословского института св. ап. Андрея, 2015)
- Завершить Клаузевица. Беседы с Бенуа Шантром (Achever Clausewitz. Entretiens avec Benoît Chantre. Paris: Carnets Nord, 2007; русский перевод: Завершить Клаузевица. Беседы с Бенуа Шантром. Пер. с фр. А. Зыгмонт. Москва: Издательство Библейско-богословского института св. ап. Андрея, 2019)